# Thomas David Morrison

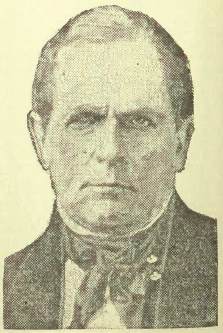
Thomas David Morrison

Thomas David Morrison (* um 1796 in Québec; † 19. März 1856 in Toronto) war Arzt, Politiker von Oberkanada und dritter Bürgermeister von Toronto.
Morrison war Angestellter in der britischen Armee und diente während des Britisch-Amerikanischen Krieges in der medizinischen Abteilung. Er studierte in den Vereinigten Staaten Medizin und kehre 1824 als praktizierender Arzt nach Oberkanada zurück. 1828 bewarb er sich erfolglos als Repräsentant der Stadt York für die Provinzversammlung. 1834 wurde er zum Stadtrat gewählt und ins 12. und 13. Parlament von Oberkanada. Er diente von Januar 1836 bis Januar 1837 als Bürgermeister der Stadt Toronto. Obwohl Morrison recht früh die Reformpositionen von Oberkanada befürwortete war er kein Unterstützer von William Lyon Mackenzies Revolte. Dennoch wurde er April 1838 des Landesverrats angeklagt, allerdings für unschuldig befunden. Nach der Verhandlung verließ er das Land und ging in die Vereinigten Staaten ins Exil. 1843 wurde ihm eine Amnestie zugesicherte, so dass er nach Toronto zurückkehrte. 1856 starb er dort infolge einer Lähmung.